# セルビア陸軍

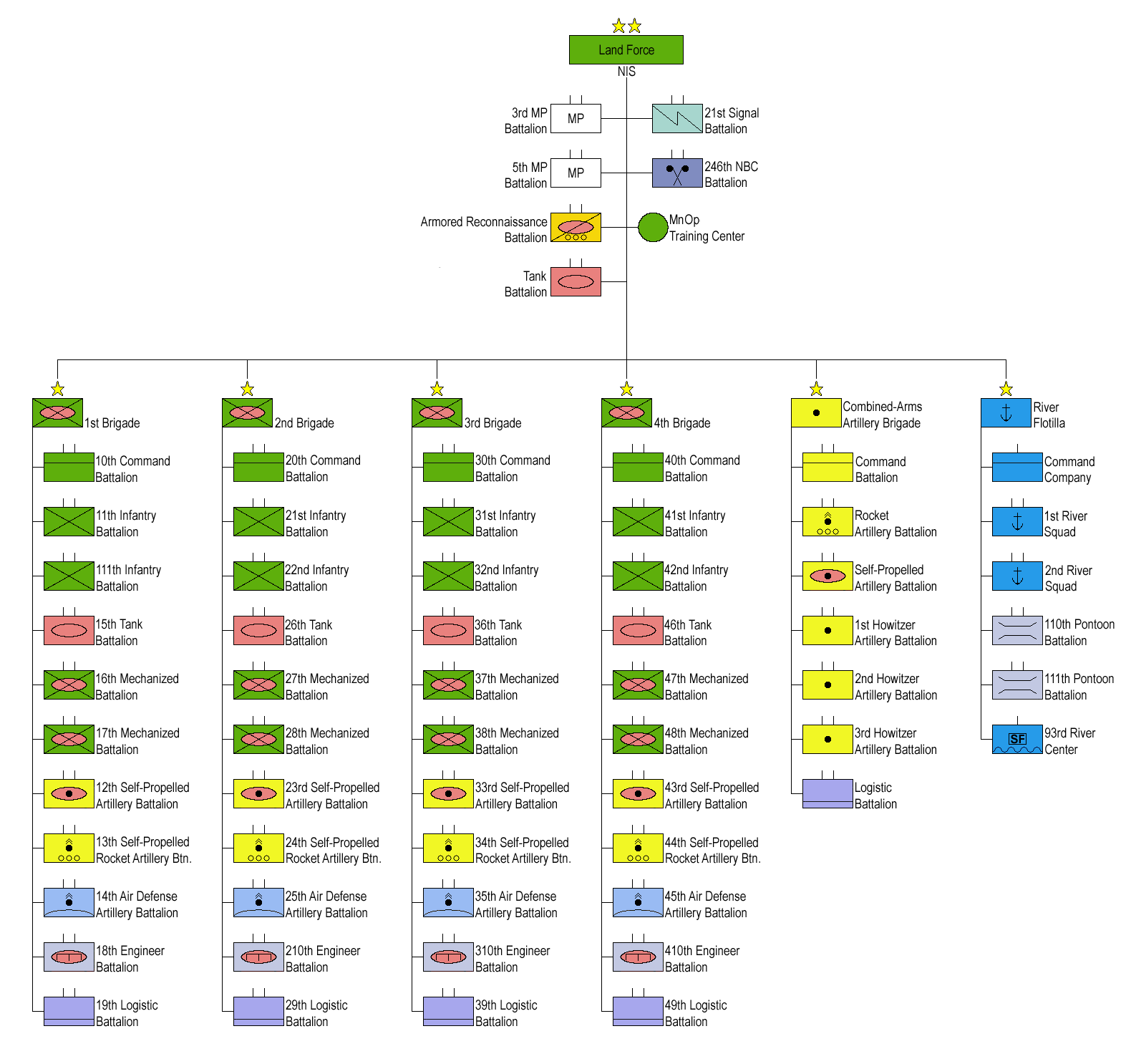
セルビア陸軍の組織

セルビア陸軍（セルビア語: Копнена војска Србије / Kopnena vojska Srbije）は、セルビア軍の陸軍である。セルビアの主権と領土の防衛、平和維持活動への参加、そして人道支援や災害救援を任務とする。 セルビア軍は、セルビア公国がオスマン帝国の自治公国となった1830年に設立され、1918年に、新たに誕生したユーゴスラビアに編入された。 現在のセルビア軍は、 セルビアが独立を回復した2006年から活動している。

## 現在
セルビア軍は、セルビア軍の軍種のうち最大規模のものである。 約17,850の常備兵力を有し、加えて50,000の予備兵力を有する。 2011年1月1日に徴兵制が停止し、職業軍人と志願兵のみで構成される。 
第2、第3、第4旅団は、中央セルビアと、領有権未決のコソボを結ぶ行政区画境界線に沿った、地上安全地帯（Ground Safety Zone; GSZ）の防衛を担当する。 地上安全地帯は、長さは384km、総面積は約1,920km2に及ぶ。 地上安全地帯には、20箇所以上のキャンプとセキュリティチェックポイントがある。
海外での人道支援と平和維持活動へのセルビア軍の関与を増やす計画がある。  

## 編成と組織

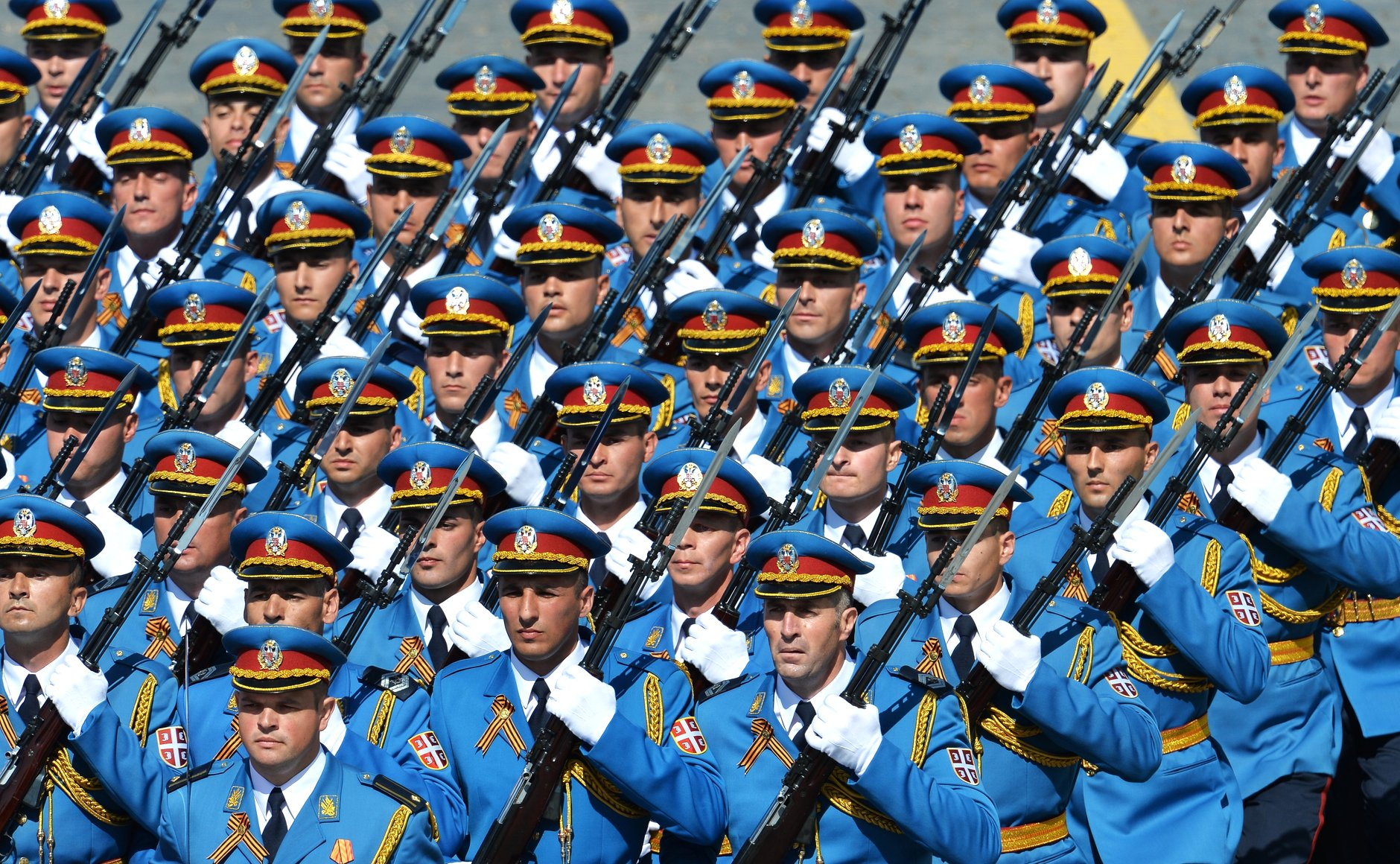
セルビアの警備隊

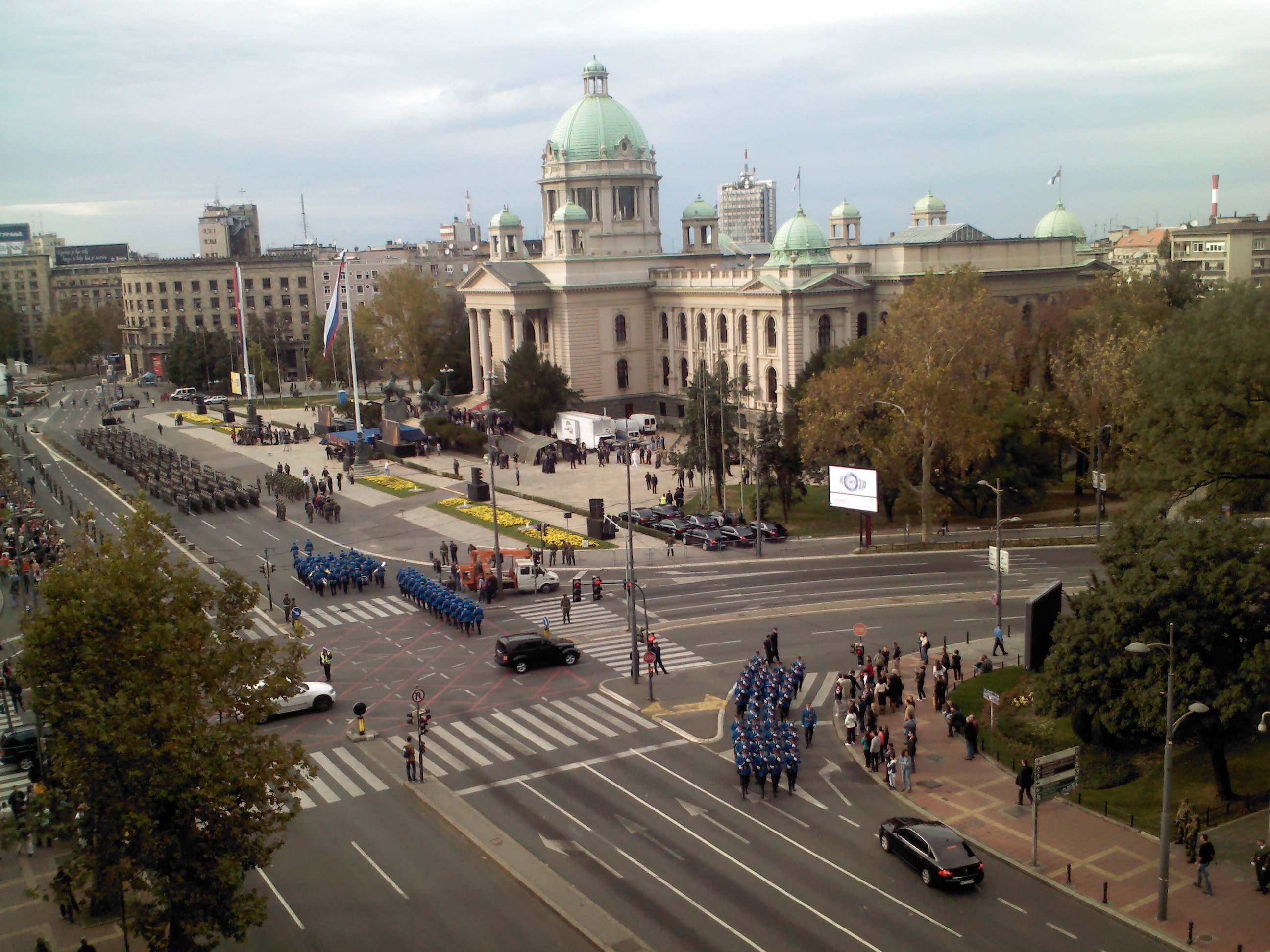
2013年にベオグラード国会議事堂前で行われた陸軍士官学校第134期生の卒業式。

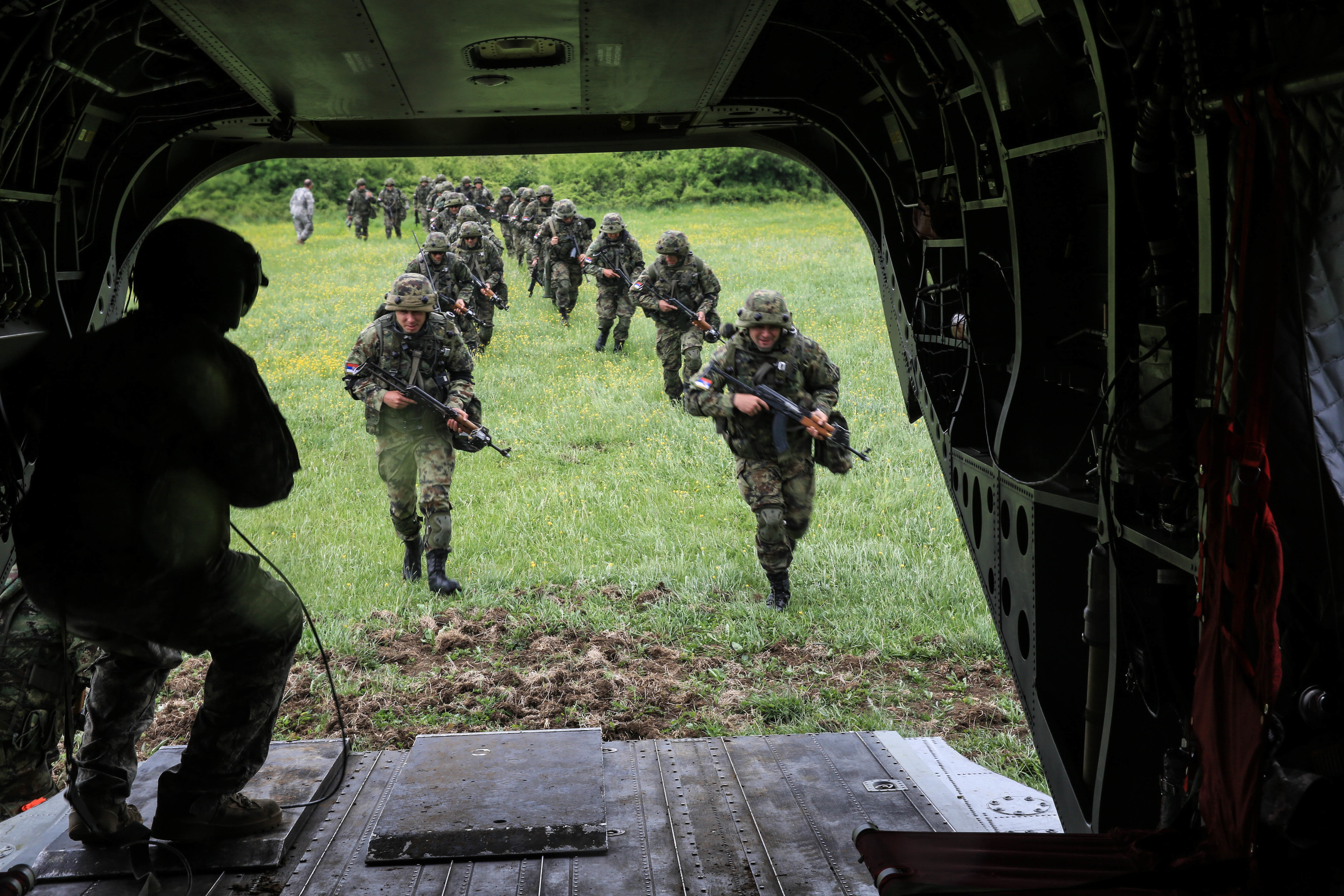
2015年5月21日、ドイツのホーエンフェルスにある米陸軍の合同多国籍準備センターで、NATO、同盟国のモルドバ、モンテネグロと共にコンバインド・リゾルブ IV演習を行うセルビア軍兵士部隊。

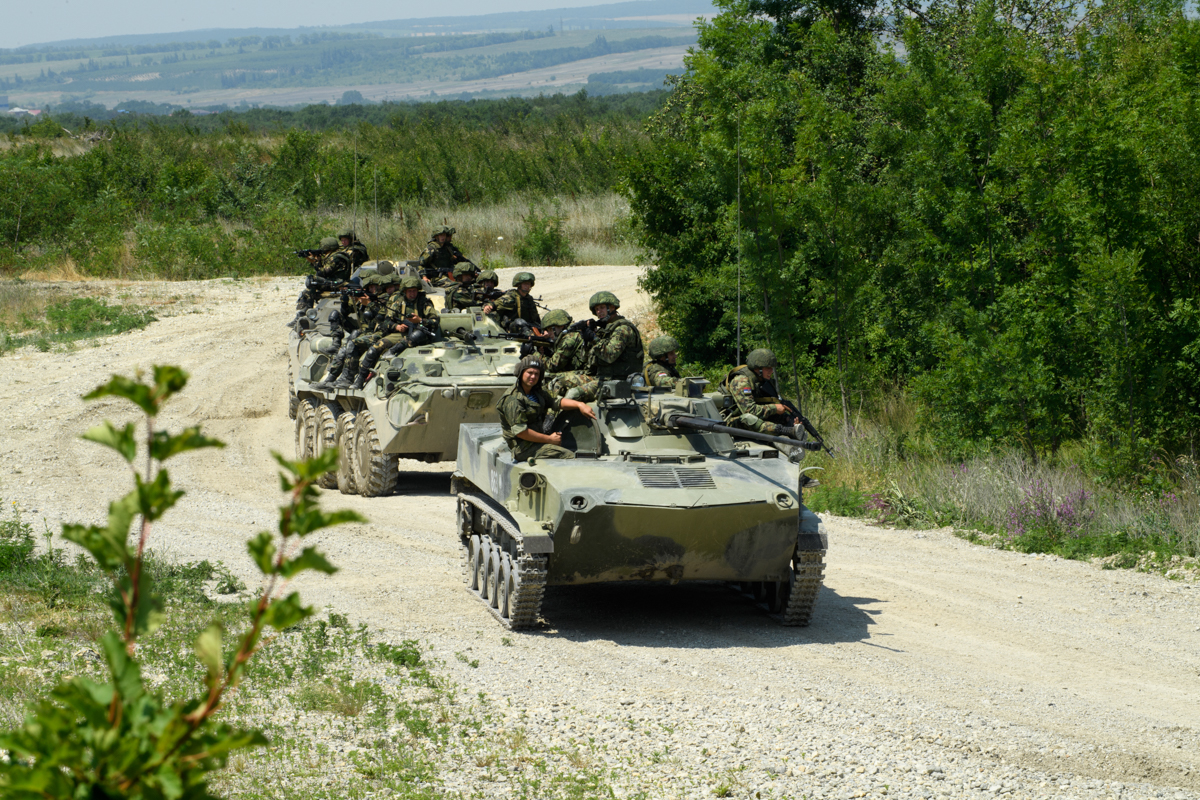
2018年、ロシアのノヴォロシースクにあるレイエフスキー演習場にて、スラビック・ブラザーフッド演習を行うセルビア、ベラルーシ、ロシアの部隊。

2006年の再編以降、セルビア軍は6つの主要旅団により編成される。 各旅団は、10個大隊で編成される。内容は、1個司令部大隊、1個装甲大隊、2個機械化大隊、2個歩兵大隊、1個自走砲兵大隊、1個自走多連装ロケット砲兵大隊、1個防空砲兵大隊、 1個戦闘工兵大隊と1個兵站大隊である。 
- 陸軍司令部 （ニシュ） 
  -  第3憲兵大隊（ニシュ）
  -  第5憲兵大隊（ベオグラード）
  -  第246NBC大隊（クルシェヴァツ）
  -  第21信号大隊（ニシュ）
- 第1旅団 （ノヴィ・サド） 
  - 第10司令部大隊
  - 第11歩兵大隊
  - 第111歩兵大隊
  - 第12自走砲兵大隊
  - 第13自走多連装ロケット砲兵大隊
  - 第14防空砲兵大隊
  - 第15戦車大隊
  - 第16機械化大隊
  - 第17機械化大隊
  - 第18戦闘工兵大隊
  - 第19兵站大隊
- 第2旅団 （クラリェヴォ） 
  - 第20司令部大隊
  - 第21歩兵大隊
  - 第22歩兵大隊
  - 第23自走砲兵大隊
  - 第24自走多連装ロケット砲兵大隊
  - 第25防空砲兵大隊
  - 第26戦車大隊
  - 第27機械化大隊
  - 第28機械化大隊
  - 第29兵站大隊
  - 第210戦闘工兵大隊
- 第3旅団 （ニシュ） 
  - 第30司令部大隊
  - 第31歩兵大隊
  - 第32歩兵大隊
  - 第33自走榴弾砲兵大隊
  - 第34多連装ロケット砲兵大隊
  - 第35防空砲兵大隊
  - 第36戦車大隊
  - 第37機械化大隊
  - 第38機械化大隊
  - 第39兵站大隊
  - 第310戦闘工兵大隊
- 第4旅団 （ヴラニェ） 
  - 第40司令部大隊
  - 第41歩兵大隊
  - 第42歩兵大隊
  - 第43自走榴弾砲兵大砲
  - 第44自走多連装ロケット砲兵大隊
  - 第45防空砲兵大隊
  - 第46戦車大隊
  - 第47機械化大隊
  - 第48機械化大隊
  - 第49兵站大隊
  - 第410戦闘工兵大隊
- 混成砲兵旅団 （ニシュ） 
  - 司令部大隊
  - 混合多連装ロケット砲兵大隊
  - 第1榴弾砲兵大隊
  - 第2榴弾砲兵大隊
  - 第3榴弾砲兵大隊
  - 第69兵站大隊
- 河川艦隊（セルビア語版、英語版） （ノヴィ・サド） 
  - 司令部中隊
  - 第1河川独立班
  - 第2河川独立班
  - 第1ポンツーン大隊
  - 第2ポンツーン大隊
  - 兵站中隊

## 装備

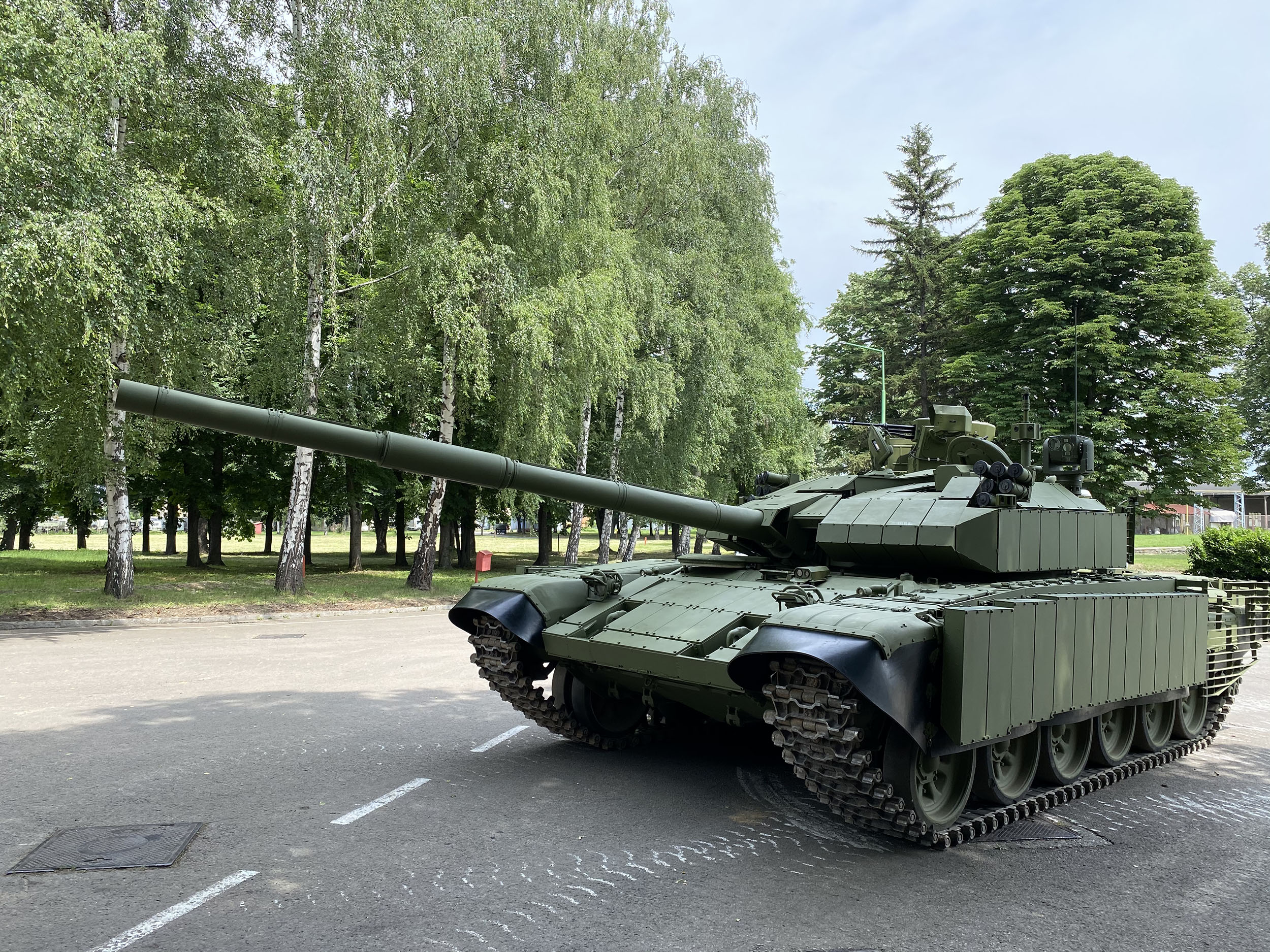
M-84AS1主力戦車

### 装甲戦闘車両

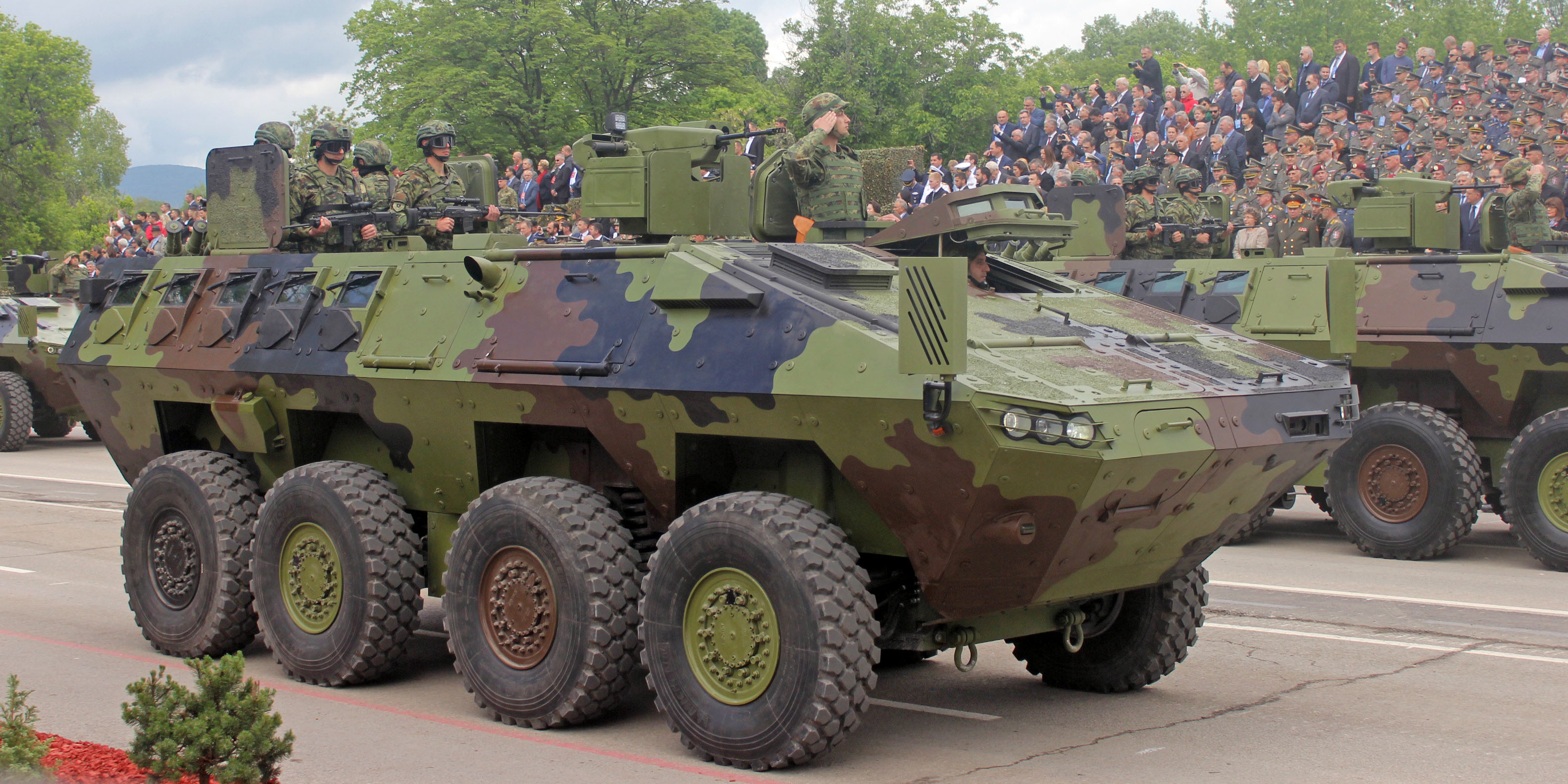
Lazar 3　多用途軍用車両

2018年末の時点で、セルビア軍は414輌の戦車を有していたが、ロシアからT-72戦車を30輌寄贈されることになっている。
- M-84主力戦車（212輌）[7]
- T-72主力戦車（13輌+48輌）
- T-54 / T-55主力戦車（141輌）（保管中）。2010年にカンボジアに60輌、[8] 2015年に282輌（パキスタンと考えられる）、2017年にイラクに30輌寄付された。 [9] [10] [11] 2018年に29輌を武器輸出業者に販売した。 [12]
- BVP M-80歩兵戦闘車（542輌）[13]
- BOV M-86装甲兵員輸送車（52輌以上）軍警察が使用する。
- BTR-50装甲兵員輸送車（30輌）
- BRDM-2軽装甲車両（36輌）
- ハンヴィー軽装甲車両（40輌）[14]
- BOV M11軽装甲車両（12輌以上）
- ラザー装甲車多用途軍用車両（8輌以上）
- MT-LBu （32輌）

### 火砲

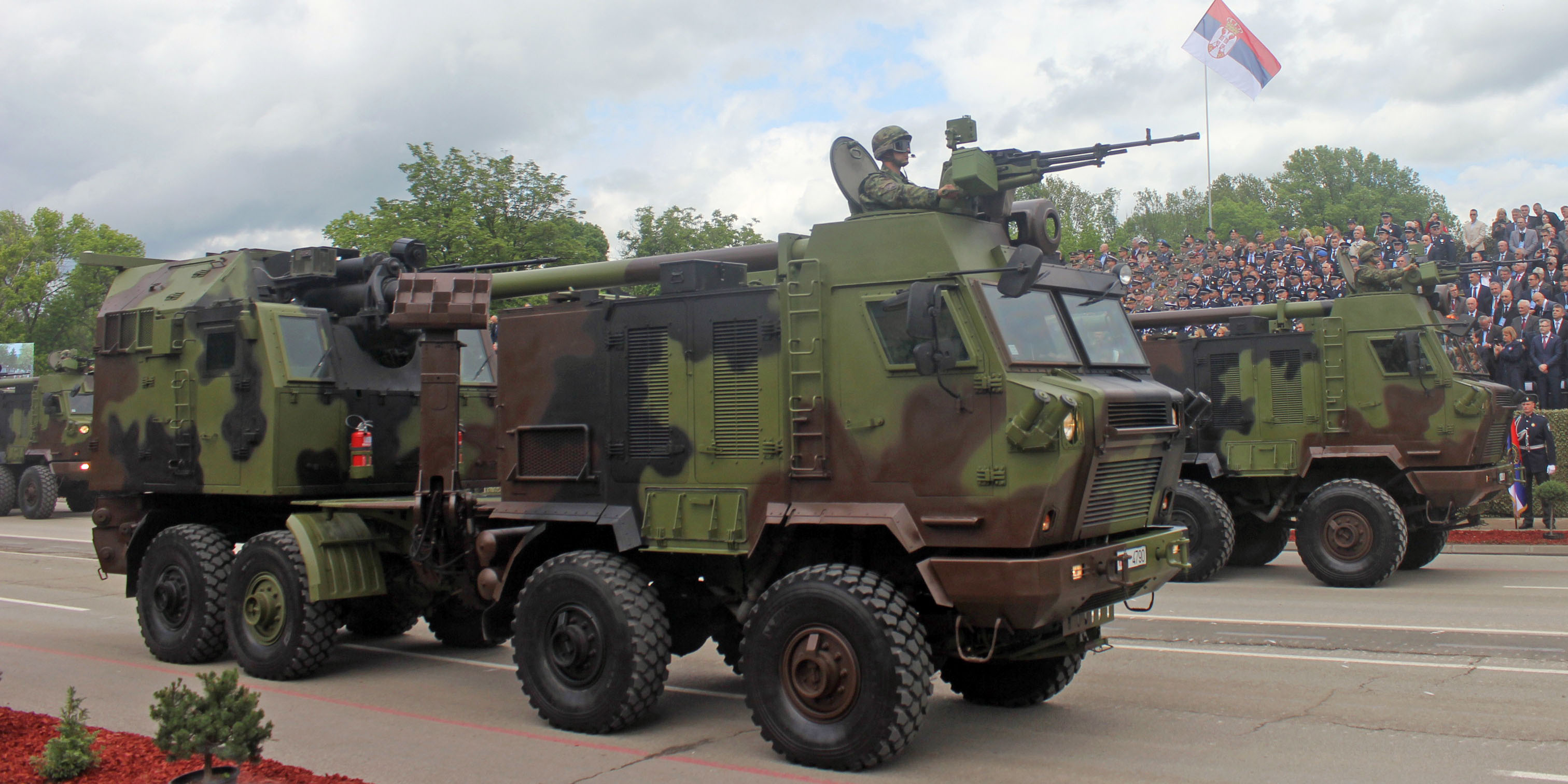
ノーラ B-52 155mm自走榴弾砲

- D-30 榴弾砲（保管中） [13]
- M-46 カノン砲
- M84 ノーラ榴弾砲
- 2S1 グヴォズジーカ
- M-63 プラメン
- M-77 オガンジ
- M-87 オルカン
- ノーラ B-52
- LRSVM モラヴァ

### 対戦車兵器
- M79 オサ対戦車ミサイルランチャー[13]
- M80 ゾルジャ対戦車ミサイルランチャー
- 携帯式発射機（9P111）と9M14-2T マリュートカ対戦車ミサイルシステム [15]
- 9M14-2T マリュートカ対戦車ミサイルシステムを搭載したPOLO M-83
- 9K111 ファゴット対戦車ミサイルシステム

### 対空兵器

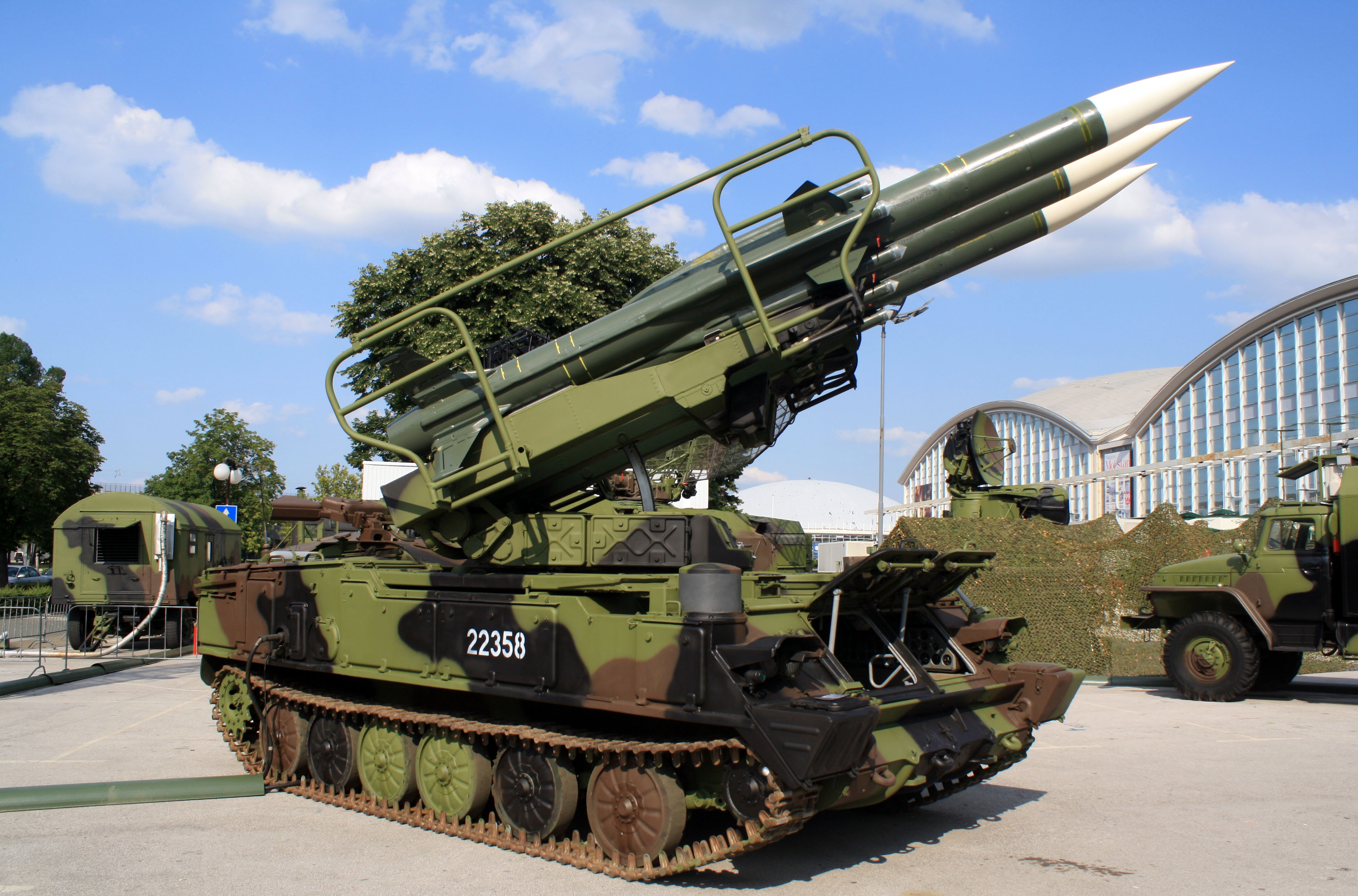
クーブ M SAMシステム

- ボフォース L/70機関砲。M85 ジラフにより誘導。 [13]
- M53/59 プラガ
- 9K31 ストレラ-1
- 9K35 ストレラ-10
- 9K38 イグラ
- 9K32 ストレラ-2
- 96K6 パーンツィリ-S1
- S-125M ネヴァーM
- 2K12M クープM
- ハーパス機動防空システム

### 小火器
- ツァスタバ CZ99拳銃[13]
- ツァスタバ CZ999拳銃
- ツァスタバ M19アサルトライフル[16]
- ツァスタバ M21アサルトライフル
- ツァスタバ M70アサルトライフル
- SCAR-L 特殊部隊が使用
- ツァスタバ M72軽機関銃
- ツァスタバ M76スナイパーライフル
- ツァスタバ M84汎用機関銃
- ツァスタバ M91スナイパーライフル

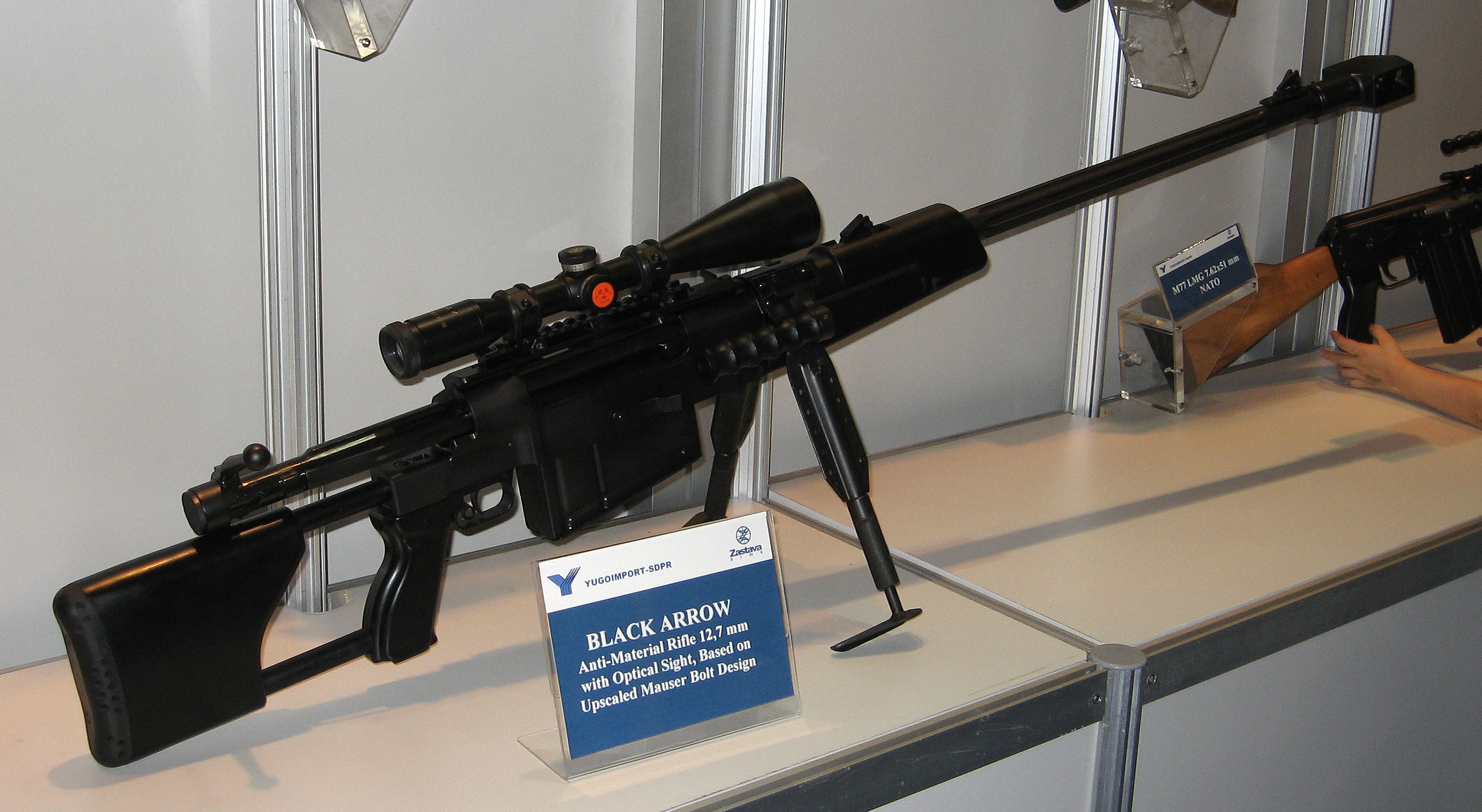
ツァスタバM93対物砲

- ツァスタバ M93 ブラック・アロー対物ライフル
- BGAグレネードランチャー
- M74/M75迫撃砲